# 不田凉子
不田涼子（日语：／ Fuda Ryōko，1986年10月25日—），日本女子网球运动员，2003年成为职业球手。她曾代表日本参加2006年和2010年亚洲运动会网球比赛，获得三枚铜牌。她于2012年退役。